# Аборты в Перу
Аборты в Перу являются незаконными, за исключением случаев угрозы жизни или здоровью женщины. Аборты в целом запрещены в Перу с 1924 года. Женщина, давшая согласие на аборт, может быть приговорена к двум годам лишения свободы. Человек, который делает незаконный аборт, может быть приговорен к тюремному заключению на срок от одного до шести лет. По данным Папского католического университета Перу, около 19% перуанских женщин сделали аборт.

## Риски для здоровья
Несмотря на его незаконность, по крайней мере 19% перуанских женщин сделали хотя бы один аборт в течение своей жизни. Аборты в Перу часто проводятся в рамках подпольных операций, которые легко доступны, хотя и опасны, поскольку женщины часто испытывают хронические или постоянные осложнения, связанные с неформальными процедурами. Опрос 2005 года показал, что 17,5% материнской смертности в Перу были вызваны абортами. Тайные аборты в Перу привели к 29 000 госпитализаций и 60 смертельным исходам в 2012 году, что обошлось стране в 959 долларов на одного пациента за лечение осложнений, что является более дорогостоящим, чем адекватная политика планирования семьи.
Плохая доступность безопасных абортов увеличивает количество осложнений у женщин, которые делают их тайно. В Перу отдельные лица и группы в интернете, которые помогают делать аборты, дают общие рекомендации по процедурам, которые часто не соответствуют международным стандартам.